# Museo histórico El Pueblo
El Museo histórico El Pueblo (en inglés: El Pueblo History Museum) es un museo de historia local en la localidad de Pueblo, en Colorado, Estados Unidos. Es administrado por la sociedad histórica de Colorado (Colorado Historical Society).
El museo presenta la historia de Pueblo, junto con los grupos culturales y étnicos de la región. El sitio histórico incluye un puesto comercial de adobe de 1840 y una plaza. Hay una excavación arqueológica del puesto comercial original de 1842.